# پایگاه هوایی بروتنی سور اورژ
پایگاه هوایی بروتنی سور اورژ (به انگلیسی: Brétigny-sur-Orge Air Base) (به زبان بومی: Base aérienne 217) یک فرودگاه است که یک باند فرود آسفالت دارد و طول باند آن ۳۰۰۰ متر است. این فرودگاه در کشور فرانسه قرار دارد و در ارتفاع ۸۲ متری از سطح دریا واقع شده‌است.